# Özpınar, İkizce
Özpınar là một xã thuộc huyện İkizce, tỉnh Ordu, Thổ Nhĩ Kỳ. Dân số thời điểm năm 2010 là 276 người.